# Sachin (Inde)

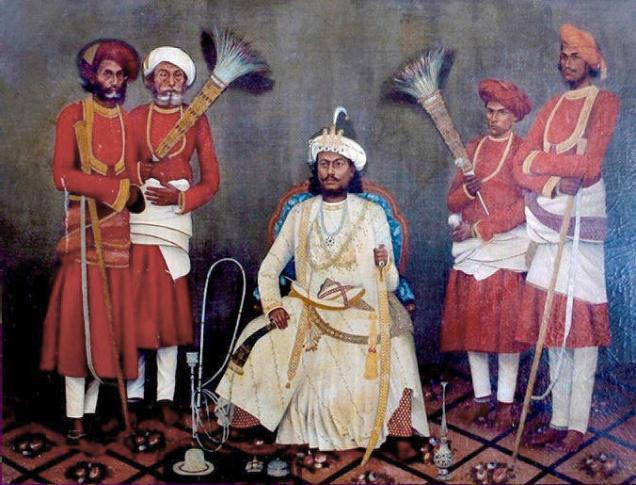
Nabab Sidi Ibrahim Mohammed Yakut Khan II de Sachin (1833-1873)

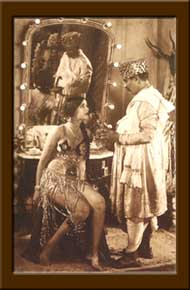
Zubeida (1911-1988), actrice indienne fille du Nabab Ibrahim Mohammed Yakut Khan III.

Le Sachin était un État princier des Indes qui fut gouverné par des nababs jusqu'en 1948. Cet État princier fut ensuite intégré dans l'État du Goujerat.

## Liste des nababs de Sachin de 1791 à 1948
- 1791-1802 Abdul-Karim-Mohammed-Yakut Khan Ier (+1802)
- 1802-1853 Ibrahim-Mohammed-Yakut Khan Ier (+1853)
- 1853-1868 Abdul-Karim-Mohammed-Yakut Khan II (1802-1868)
- 1868-1873 Ibrahim-Mohammed-Yakut Khan II (1833-1873)
- 1873-1887 Abdul-Kader Khan (1865-1896)
- 1887-1930 Ibrahim-Mohammed-Yakut Khan III (1886-1930)
- 1930-1948 Mohammed-Haïdar-Yakut Khan (1909-1970)